# 笛吹警察署
笛吹警察署 （ふえふきけいさつしょ）は、山梨県警察が管轄する警察署の一つである。
中規模署であり、署長の階級は警視。
管区機動隊が配備されている。
かつては石和警察署（いさわけいさつしょ）という名称であったが、市町村合併により誕生した笛吹市の市名に合わせ改称された。

## 管轄区域
- 笛吹市全域

## 所在地
- 〒406-0031 山梨県笛吹市石和町市部555

## 沿革
- 1873年（明治6年）8月 - 取締出張所として開署。
- 1877年（明治10年）2月 - 甲府警察署石和分署に昇格。
- 1889年（明治22年）8月 - 石和警察署に昇格。
- 1948年（昭和23年）3月7日 - 旧警察法の公布に伴い、自治体警察として石和地区警察署と石和町警察署に分轄。
- 1951年（昭和26年）10月 - 石和町警察署廃止。
- 1954年（昭和29年）7月1日 - 警察法の改正に伴い、山梨県警察の「石和警察署」と改称。
- 2000年（平成12年）1月 - 現在地に新築移転。
- 2004年（平成16年）10月 - 笛吹警察署に改称。

## 組織
警視相当職として、刑事（刑事一課、刑事二課、生活安全課）・地域交通（地域課、交通課）の管理官を各課長の上に置く。
- 警務課（総務、庁舎管理、留置管理）
- 会計課（会計、遺失物）
- 生活安全課（生活安全係、少年係）
- 刑事第一課（強行犯係、盗犯係、鑑識係、庶務係）
- 刑事第二課（組織犯罪対策係、知能犯係）
- 交通課
- 警備課
- 地域課

## 交番
- 石和温泉駅前交番（笛吹市石和町駅前18）

## 駐在所
- 富士見駐在所（笛吹市石和町河内71-2）
- 八代駐在所（笛吹市八代町南431-1）
- 境川駐在所（笛吹市境川町藤垈2292-1）
- 芦川駐在所（笛吹市芦川町中芦川579）
- 錦生駐在所（笛吹市御坂町夏目原718）
- 黒駒駐在所（笛吹市御坂町上黒駒844-2）
- 浅間駐在所（笛吹市一宮町塩田455-5）
- 一宮西駐在所（笛吹市一宮町竹原田14-1） - 金田駐在所より改称
- 相興駐在所（笛吹市一宮町中尾766）
- 春日居駐在所（笛吹市春日居町熊野堂235）

## 連絡所
- 花鳥連絡所（笛吹市御坂町竹居2348） - 平成22年3月 花鳥警察官駐在所から変更。

## 管内で発生した主な事件
- 司ちゃん誘拐殺人事件 - 石和警察署時代の1980年（昭和55年）8月2日に東八代郡一宮町（現在の笛吹市）で発生[1]。